# غيردية بارية
غيردية بارية (الاسم العلمي: Gaillardia parryi) هو نوع من النباتات يتبع جنس الغيردية من الفصيلة النجمية.